# Soroki

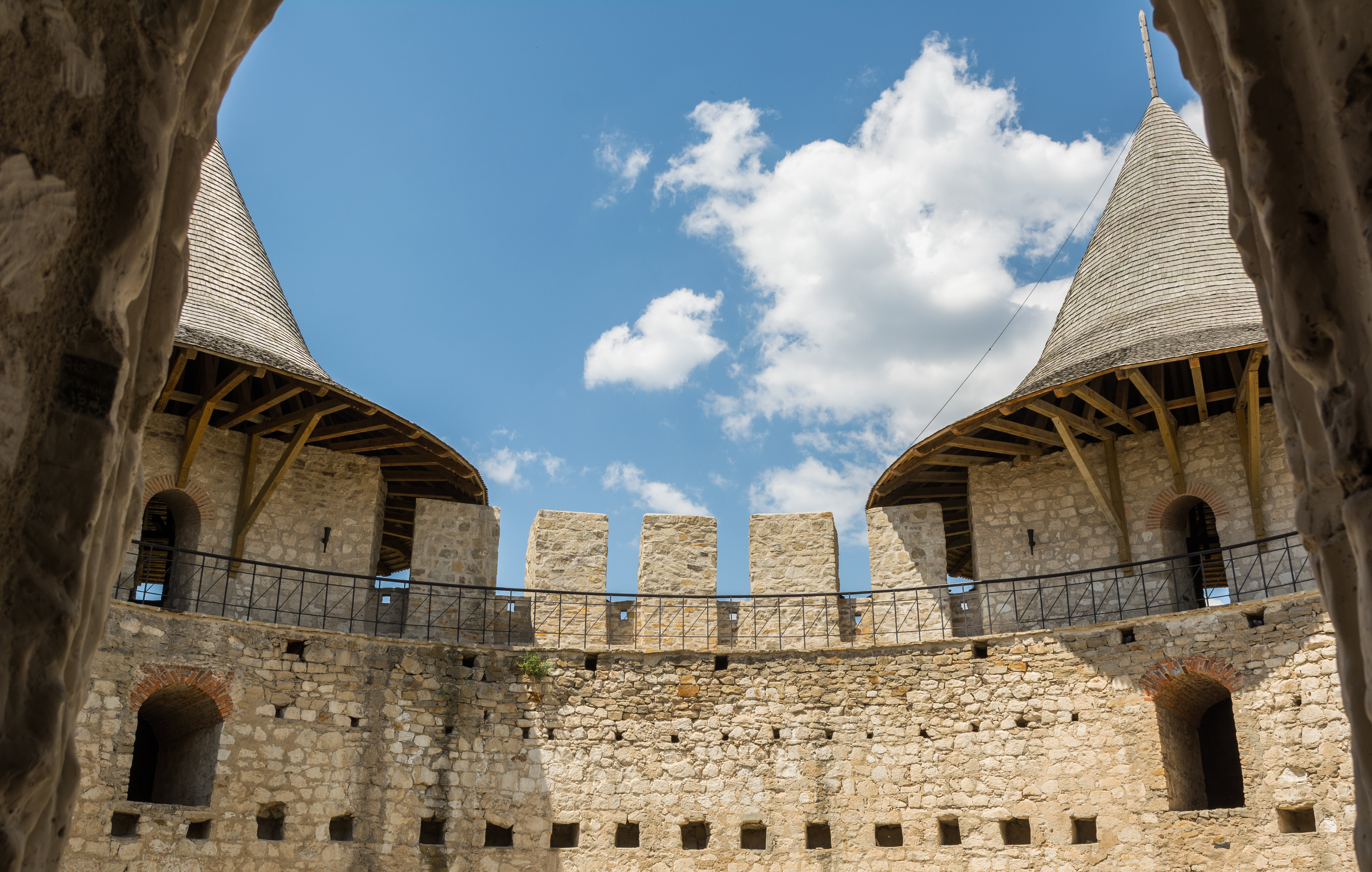
Fragment fortecy z XV wieku

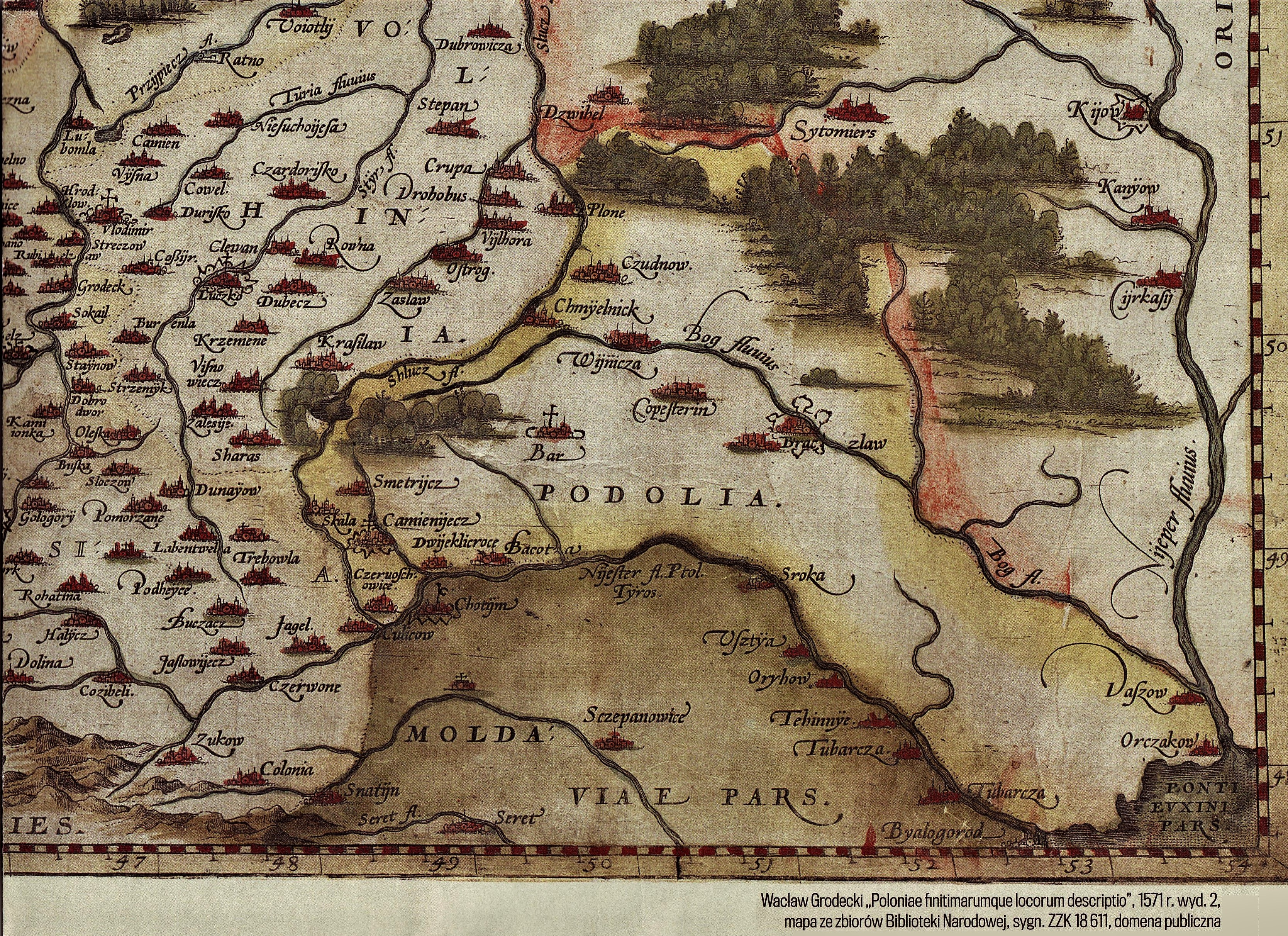
Miasto na mapie Wacława Grodeckiego, Poloniae finitimarumque locarum descriptio

Soroki (rum. Soroca) – miasto w północno-wschodniej części Mołdawii, przystań nad Dniestrem, 28 362 mieszkańców (2006); przemysł elektrotechniczny, spożywczy oraz odzieżowy. Stolica rejonu Soroca. Jedno z najstarszych miast Mołdawii. Miasto powszechnie uważane za stolicę mołdawskich Romów.

## Historia
W XIII wieku na jego terenie istniała kolonia Genueńczyków o nazwie Olihonia (Alciona). W XIV wieku wchodziły w skład Hospodarstwa Mołdawskiego, które od 1387 było lennem Królestwa Polskiego. Od XVI wieku pod kontrolą Turcji. W latach 1692–1699 Soroki były zajęte przez wojska polskie. W 1812 roku na podstawie Traktatu z Bukaresztu Turcja zgodziła się oddać Soroki Rosji.
W 1897 roku w Sorokach na 15 351 mieszkańców mieszkało 302 Polaków. W latach 1918–1940 w składzie Rumunii, a następnie w składzie ZSRR i jej Mołdawskiej SRR, która w 1991 ogłosiła niepodległość.
W Sorokach urodził się:
- Jan Bagieński (ur. 1883) – polski architekt, wykładowca Politechniki Lwowskiej.
- Hieronim Przepiliński (ur. 1872) – polski nauczyciel, oficer Wojska Polskiego II RP, organizator i dowódca Legionu Śląskiego,
- Stefan Walter (ur. 5 października 1891, zm. 4 października 1920 w Warszawie) – major piechoty Wojska Polskiego, kawaler Orderu Virtuti Militari.

## Warto zobaczyć
- zamek w łuku Dniestru – kamienna twierdza wybudowana na planie okręgu o średnicy ok. 37 m przez księcia mołdawskiego Stefana III Wielkiego w 1489 i rozbudowana w formie murowanej przez Piotra Raresza po 1543 roku. W 1692 zajęta przez wojsko polskie pod dowództwem kasztelana chełmskiego Stanisława Druszkiewicza[3]. Obsadzona następnie była przez polską załogę Krzysztofa Rappa. W tym też czasie pogłębiono fosy, zbudowano kazamaty na amunicję, nadsypano dziedziniec, wzmocniono wały i wykopano nową czworokątną studnię, które to modernizacje pozwoliły polskiej załodze odeprzeć w 1699 roku sześciotygodniowe oblężenie wojsk tureckich. Polacy opuścili twierdzę po Pokoju karłowickim. Ponownie oblegana była w 1711 roku. W 1739 roku zamek spalili Rosjanie.
- świeczka – pomnik wdzięczności (rum. Luminarea recunostintei). Świeczka – pomnik wysokości ok. 30 m zbudowany jest na skale, nad rzeką Dniestr oddzielającą tereny Mołdawii od Ukrainy. Budowę pomnika ukończono 24 kwietnia 2004 r.
- dzielnica cygańska – znajduje się na wzgórzu dominującym nad miastem i składa się z imponujących pałaców zbudowanych wokół ciasnej, wijącej się kręto pod górę uliczki.

## Galeria

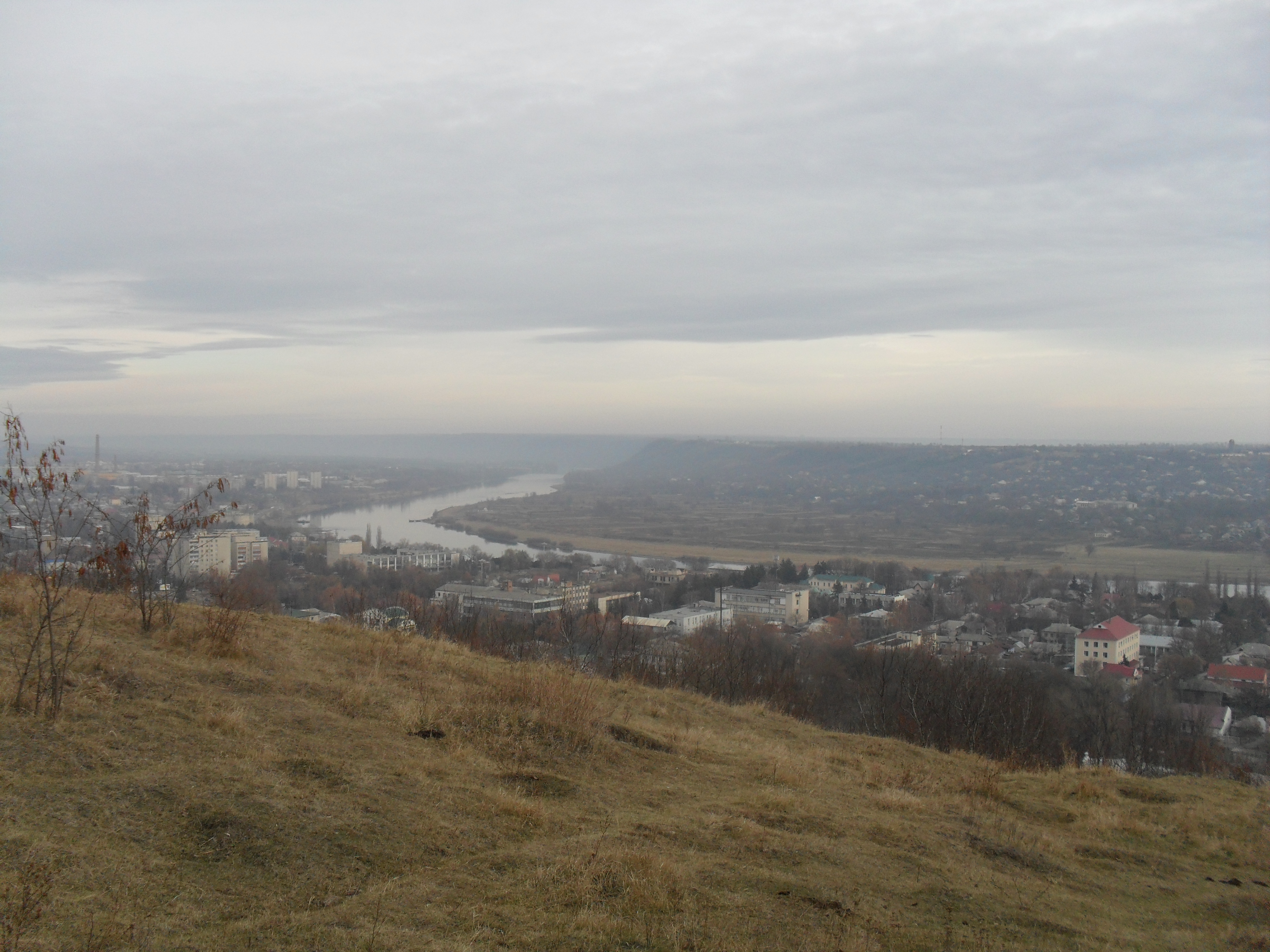
Widok na miasto
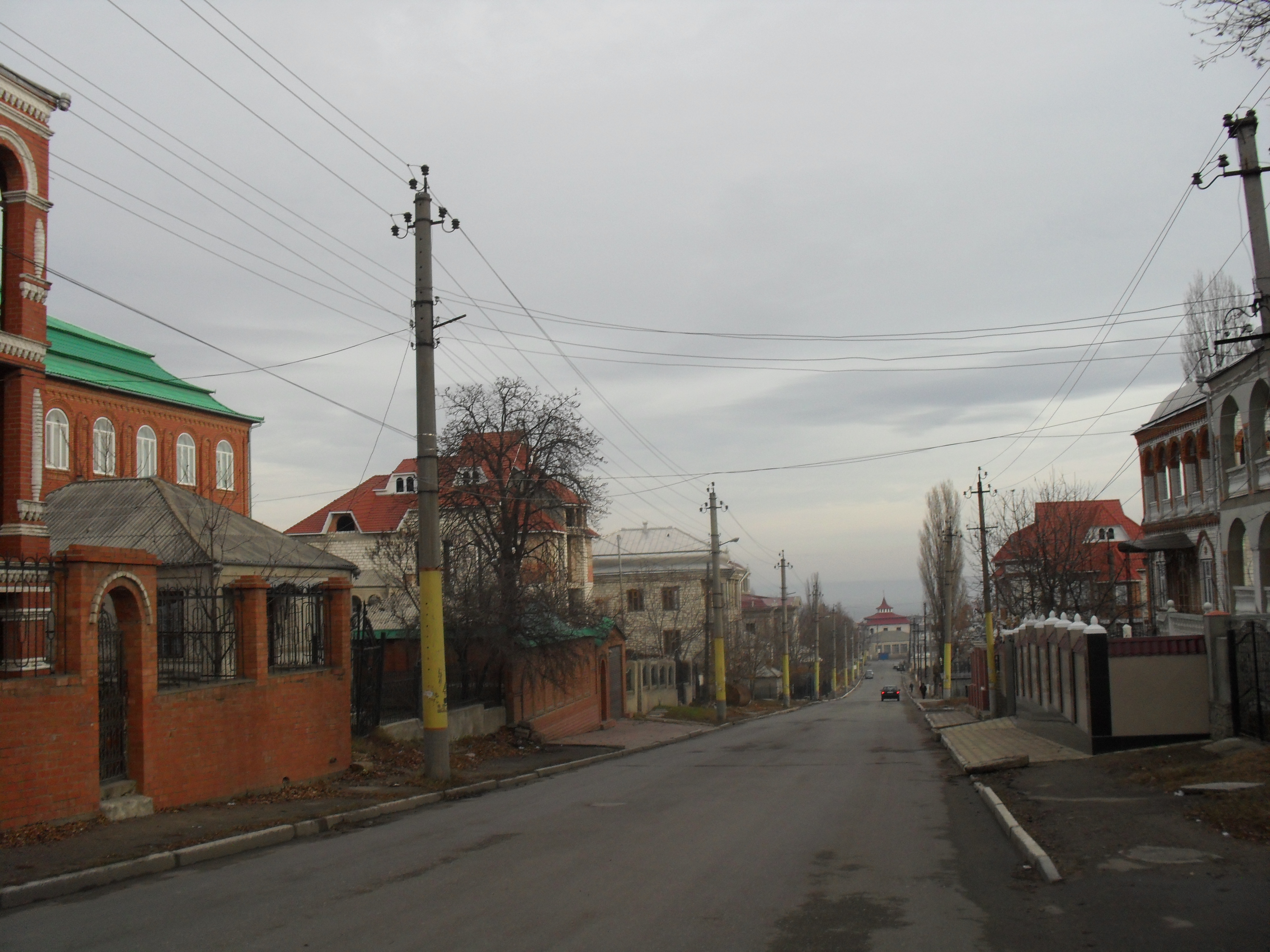
Na ulice miasta
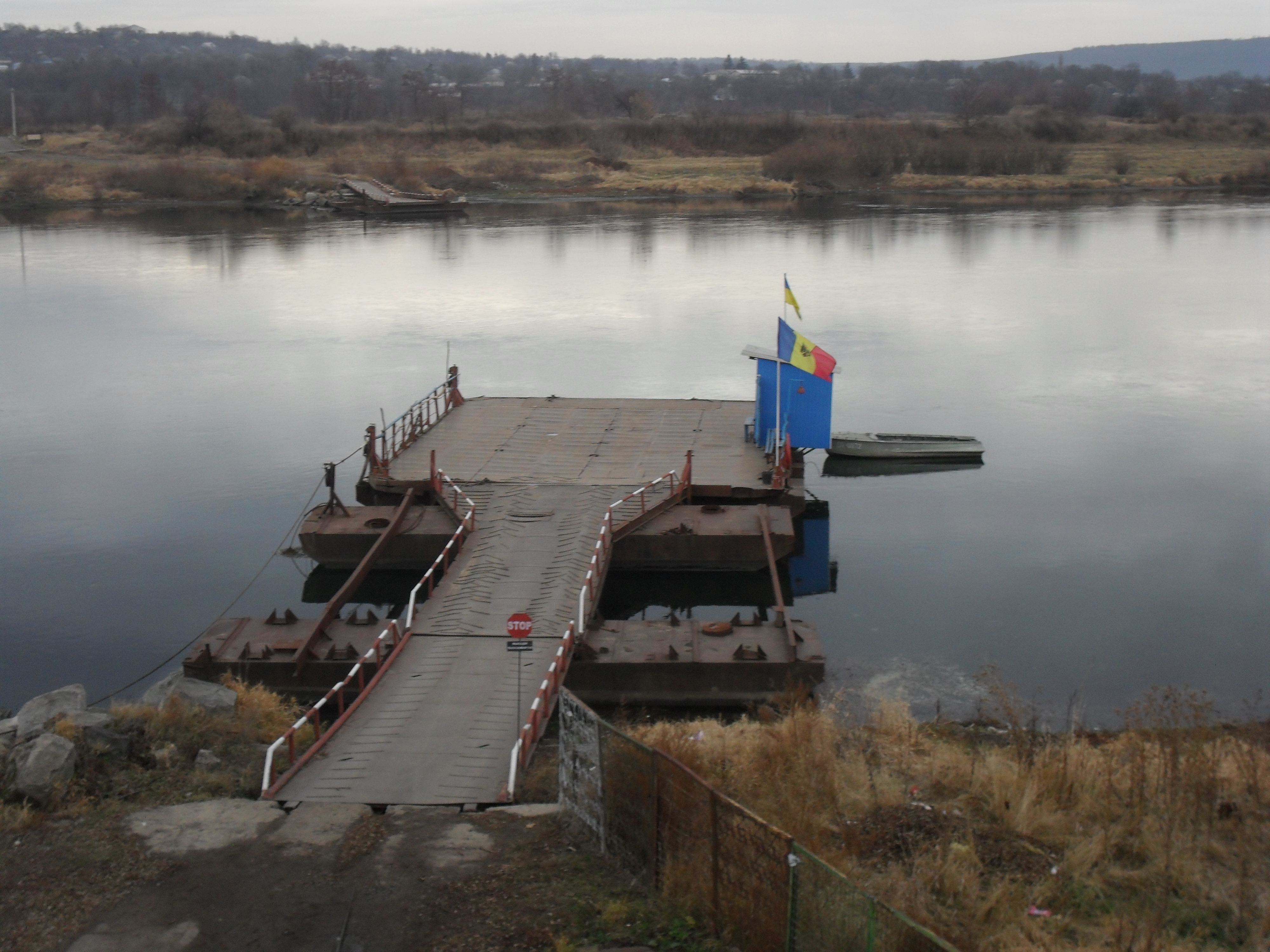
Nad granicą
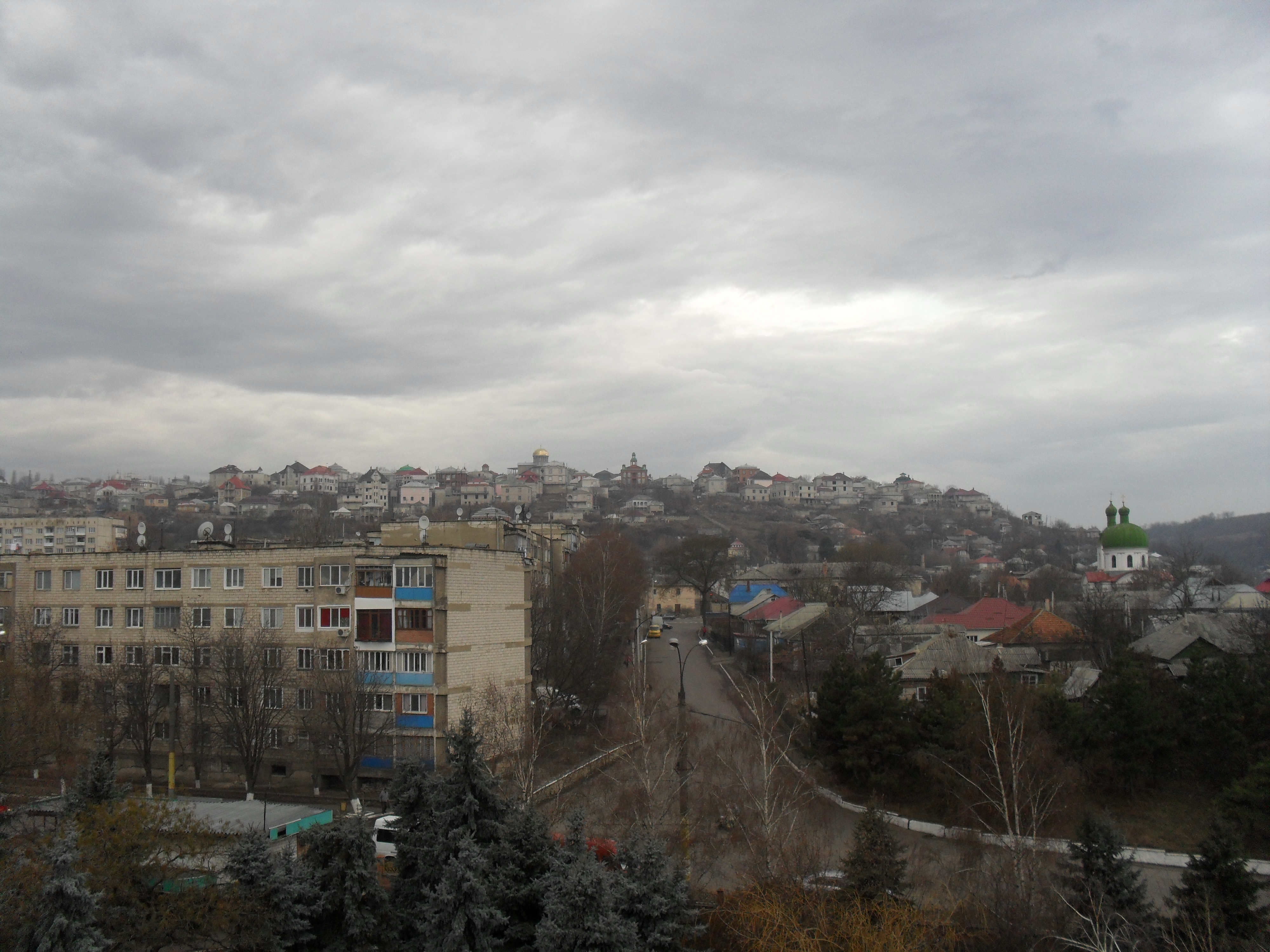
Widok z fortecy
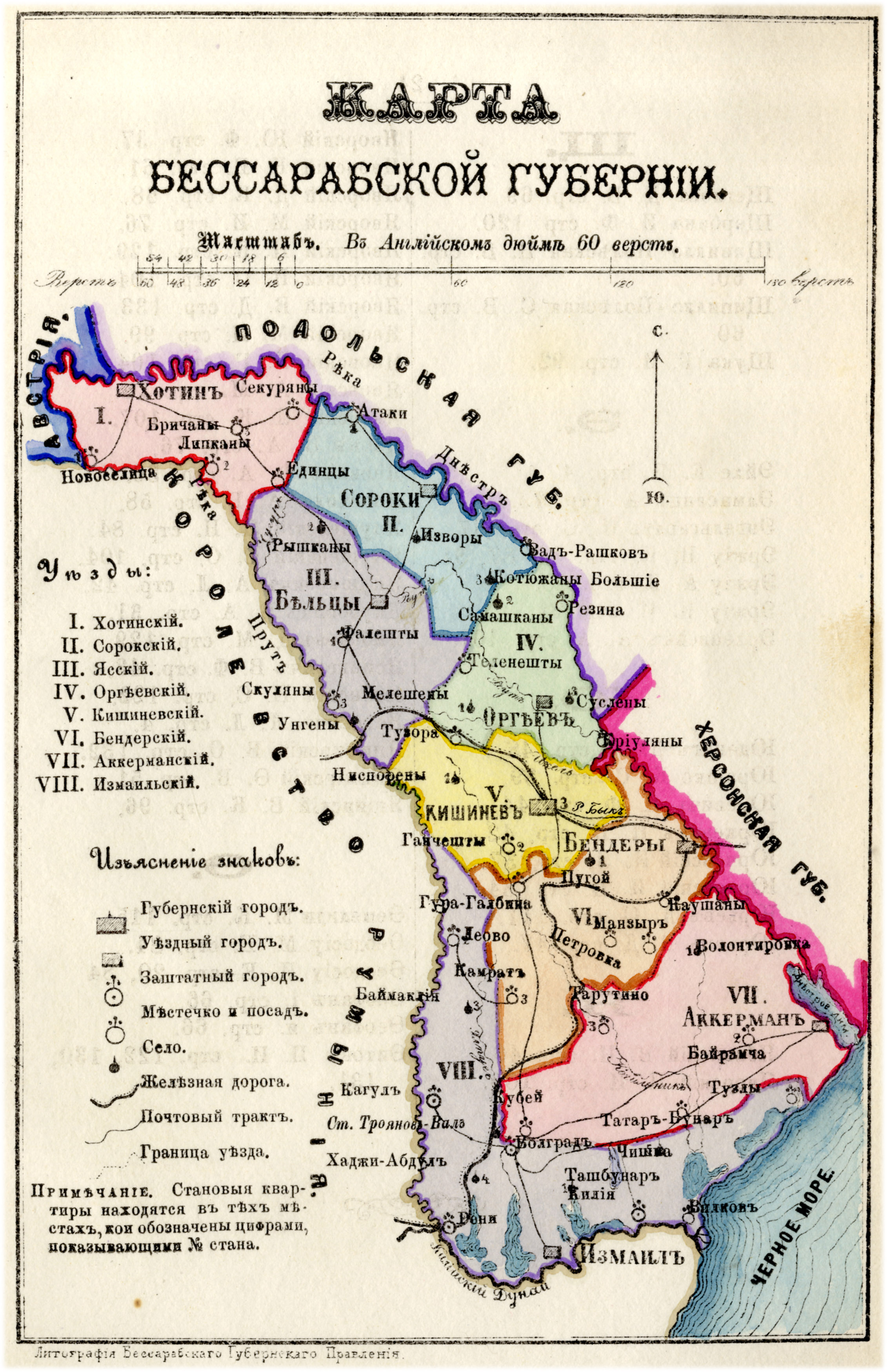
Soroki na mapie guberni besarabskiej